# Gustav Martner
Gustav Niklas Martner, född Johansson 3 februari 1979 i Skaftö församling i Göteborgs och Bohus län, är en svensk reklamkreatör, entreprenör och miljöaktivist som under åren 2011 till 2015 var ordförande för Sveriges Kommunikationsbyråer.
2022 avbröt han invigningen av reklamgalan i Cannes och lämnade tillbaka det guldlejon han belönats med för Volkswagen i protest mot vad han och miljöorganisationen Greenpeace ansåg var otillräckliga insatser för miljön från reklambranschen.